# Steliano Filip
Steliano Filip (Buzău, 15 maggio 1994) è un calciatore rumeno, centrocampista svincolato.

## Carriera

### Nazionale
Viene convocato per gli Europei 2016 in Francia.

## Statistiche

### Cronologia presenze e reti in nazionale
| Cronologia completa delle presenze e delle reti in nazionale ― Romania | Cronologia completa delle presenze e delle reti in nazionale ― Romania | Cronologia completa delle presenze e delle reti in nazionale ― Romania | Cronologia completa delle presenze e delle reti in nazionale ― Romania | Cronologia completa delle presenze e delle reti in nazionale ― Romania | Cronologia completa delle presenze e delle reti in nazionale ― Romania | Cronologia completa delle presenze e delle reti in nazionale ― Romania | Cronologia completa delle presenze e delle reti in nazionale ― Romania |
| Data                                                                   | Città                                                                  | In casa                                                                | Risultato                                                              | Ospiti                                                                 | Competizione                                                           | Reti                                                                   | Note                                                                   |
| ---------------------------------------------------------------------- | ---------------------------------------------------------------------- | ---------------------------------------------------------------------- | ---------------------------------------------------------------------- | ---------------------------------------------------------------------- | ---------------------------------------------------------------------- | ---------------------------------------------------------------------- | ---------------------------------------------------------------------- |
| 17-11-2015                                                             | Bologna                                                                | Italia                                                                 | 2 – 2                                                                  | Romania                                                                | Amichevole                                                             | -                                                                      | 83’                                                                    |
| 23-3-2016                                                              | Giurgiu                                                                | Romania                                                                | 1 – 0                                                                  | Lituania                                                               | Amichevole                                                             | -                                                                      | 86’                                                                    |
| 27-3-2016                                                              | Cluj-Napoca                                                            | Romania                                                                | 0 – 0                                                                  | Spagna                                                                 | Amichevole                                                             | -                                                                      |                                                                        |
| 29-5-2016                                                              | Torino                                                                 | Romania                                                                | 3 – 4                                                                  | Ucraina                                                                | Amichevole                                                             | -                                                                      | 46’                                                                    |
| 15-6-2016                                                              | Parigi                                                                 | Romania                                                                | 1 – 1                                                                  | Svizzera                                                               | Euro 2016 - 1º turno                                                   | -                                                                      | 56’                                                                    |
| 4-9-2016                                                               | Cluj-Napoca                                                            | Romania                                                                | 1 – 1                                                                  | Montenegro                                                             | Qual. Mondiali 2018                                                    | -                                                                      |                                                                        |
| 15-11-2016                                                             | Groznyj                                                                | Russia                                                                 | 1 – 0                                                                  | Romania                                                                | Amichevole                                                             | -                                                                      | 66’                                                                    |
| Totale                                                                 |                                                                        | Presenze                                                               | 8                                                                      |                                                                        | Reti                                                                   | 0                                                                      |                                                                        |

## Palmarès

### Club

#### Competizioni nazionali
- Coppa di lega rumena: 1

Dinamo Bucarest: 2016-2017
- Supercoppa di Romania: 1

Viitorul Costanza: 2019